# Satyajit Ray
Satyajit Ray (n. 2 mai 1921, Kolkata, India Britanică – d. 23 aprilie 1992, Kolkata, Bengalul de Vest, India)(সত্যজিত রায় în bengaleză) a fost un regizor indian. Este recunoscut ca fiind unul dintre cei mai mari autori de filme ai secolului al XX-lea. Ray s-a născut în orașul Calcuta, într-o familie bogată cu contribuții importante în lumea artei și a literaturii.
A studiat sub îndrumarea lui Rabindranath Tagore.
Satyajit Ray a făcut 37 de filme: scurt metraje, filme artistice și documentare. Primul film de Satyajit Ray, Pather Panchali, a câștigat unsprezece premii internaționale. Aceasta a fost prima parte din Trilogia Apu. El a câștigat numeroase premii în timpul carierei sale, inclusiv un Oscar pentru întreaga activitate în 1992. În 1992 i-a fost acordată Ratna Bharat,  cea mai înaltă distincție din India.